# منو سخت‌تر دوست داشته باش
«منو سخت‌تر دوست داشته‌باش» (انگلیسی: Love Me Harder) ترانه ای از خواننده آمریکایی آریانا گرانده و خواننده کانادایی د ویکند از آلبوم استودیویی دوم گرانده، همه‌چیز من (۲۰۱۴) است. ترانه توسط ماکس مارتین، ساوان کوتکه، پیتر سوونسون، علی پیامی، ابل تسفای و احمد بالشه نوشته شده‌است. این ترانه توسط پیامی و پیتر کارلسون تهیه شده‌است و سونسون به عنوان تهیه‌کننده آواز فعالیت می‌کند. ترانه به عنوان چهارمین تک آهنگ از آلبوم، توسط ریپابلیک رکوردز در تاریخ ۳۰ سپتامبر ۲۰۱۴ منتشر شد. این ترانه در مورد رابطه جنسی خشن دارای دو پیشنهاد دهنده است.
در ایالات متحده، این ترانه در رتبه هفتم ۱۰۰ آهنگ داغ بیلبورد قرار گرفت و به عنوان چهارمین ترانه برتر گرانده در آلبومش تبدیل شد و او را به عنوان هنرمندی با ده ترانه برتر در سال ۲۰۱۴ تبدیل کرد. این ترانه همچنین به عنوان ده ورودی برتر هفته آخر در ایالات متحده انتخاب شد. از آوریل ۲۰۱۸، این ترانه در ایالات متحده ۱٫۷ میلیون نسخه فروخته شده بود و از آن زمان توسط انجمن صنعت ضبط موسیقی ایالات متحده آمریکا دارای گواهی‌نامه پلاتین سه‌گانه شده‌است.

## پیش زمینه و انتشار
همکاری بین گرانده و ویکند توسط ناشر مشترک آنها، ریپابلیک رکوردز انجام شد. گرانده و ویکند در سال ۲۰۱۳ از هنرمندان آینده دار بودند که هر دو اولین آلبوم خود را در آن سال منتشر کردند. چارلی واک، معاون اجرایی ریپابلیک رکوردز در مصاحبه با بیلبورد، اظهار داشت: «د ویکند به عنوان بهترین هنرمند جدید ۲۰۱۴ معرفی شده‌است. او آن شخص است.» تهیه‌کننده مکس مارتین برای ویکند نسخه ناتمام‌شده ترانه را ارسال کرد. به گزارش ویکند، «این ترانه عالی بود، اما کمی عمومی بود. نمی‌توانستم خودم را در این باره بشنوم؛ بنابراین آن را تغییر دادم و تاریک کردم.» مارتین شعرهای اصلاح شده ویکند را دوست داشت. ویکند بعداً یادآوری کرد که "به نوعی شبیه ناشری بود که به من امید می‌داد. من فکر می‌کنم آنجاست که ستارگان برای من تراز شدند. وقتی دهانه ای را می‌بینم به آن نفوذ می‌کنم.» در ژوئن ۲۰۱۴، واک عکسی را در اینستاگرام خود منتشر کرد با عنوان: «وقتی در مورد رشد هنرمند و استعداد ناب صحبت می‌کنید، د ویکند به ذهن شما خطور می‌کند. من فقط یک دوئت با یکی از دوستان زنمان شنیدم که یک سر و صدا جهانی است. منتظر پاییز نیستم!» بعداً مشخص شد که همکاری ترانه با آریانا گرانده بوده‌است.
بعداً واک اذعان کرد که این همکاری بخشی از استراتژی تبلیغ ویکند بود و گفت: «تصادفی نیست که آهنگ جدید آریانا، د وکیند را نمایش می‌دهد. این استراتژیک است، زیرا او در شرف انفجار با سوابق خود است.» در تاریخ ۳۰ ژوئن ۲۰۱۴، فهرست قطعه‌های دومین آلبوم استودیویی گرانده مشخص شد و همکاری با ویکند «منو سخت‌تر دوست داشته باش» نام داشت. این ترانه برای اولین بار در طی ارسال در حساب اینستاگرام گراند مورد تحسین قرار گرفت، جایی که او قطعه ۱۵ ثانیه ای آهنگ را در ۴ اوت ۲۰۱۴ به اشتراک گذاشت و بعداً در طی پیش نمایش چهار قطعه در وب سایت ام‌تی‌وی در تاریخ ۲۰ اوت ۲۰۱۴ نمایش داده شد. کریس مارتینز از اسپین فکر کرد پیش نمایش باعث می‌شود گراند «کاملاً زننده» در قطعه آلبوم باشد. بعداً، «منو سخت‌تر دوست داشته باش» برای چهارمین تک آلبوم اعلام شد، که در ۳۰ سپتامبر ۲۰۱۴ به رادیو کراس اوور ریتمیک آمریکا ارائه شد.

## عملکرد تجاری
در ایالات متحده آمریکا، پس از دو هفته گذراندن در جدول فوران‌کننده زیر ۱۰۰ آهنگ داغ، «منو سخت‌تر دوست داشته‌باش» اولین بار در رتبه ۷۹ ۱۰۰ آهنگ داغ بیلبورد اولین بار ظاهر شد. هفته بعد به رتبه ۵۷ صعود کرد و در هفته سوم خود را به رتبه ۳۷ رساند و به اولین تک‌آهنگ ۴۰تای برتر در آخر هفته شد. در هفته پنجم، پس از انتشار رسمی موزیک ویدئو، اوج خود را به عدد هفت رساند و به چهارمین ترانه برتر گرانده از همه‌چیز من شد. گراند با تبدیل شدن به چهارمین تک آهنگ برتر خود، به همراه ده تک آهنگ برتر گذشته «مشکل»، «خلاصی» و «بنگ بنگ» به تنها خواننده با ده تک آهنگ برتر سال ۲۰۱۴ شد. علاوه بر این، «منو سخت‌تر دوست داشته‌باش» نیز به عنوان اولین تک‌آهنگ برتر ویکند در ۱۰۰تای برتر بیلبورد شناخته شد. از آوریل ۲۰۱۸، این ترانه در ایالات متحده ۱٫۷ میلیون نسخه فروخته شده‌است و توسط انجمن صنعت ضبط موسیقی ایالات متحده آمریکا (RIAA) دارای سه گواهی‌نامه پلاتین است.
در کانادا، این همکاری به ده تای برتر رسید، و در بسیاری از کشورهای دیگر مانند استرالیا، فنلاند، ایتالیا و هلند وارد جدول بیست ترانه برتر شد. در بسیاری از کشورها، این ترانه به نخستین ورودی د ویکند در جدول‌ها تبدیل شد.

## فهرست قطعه‌ها
- بارگیری دیجیتال - نسخه ای‌پی[۱۵]

1. «منو سخت‌تر دوست داشته‌باش» (همراه د ویکند) - ۳:۵۶
2. «ترانه کادیلاک» - ۲:۵۲
3. «خیلی نزدیک» - ۳:۳۵

## ضبط
برگرفته از یادداشت‌های روی جلد همه‌چیز من.
ضبط
- ضبط شده در کان‌وی ریکوردین استودیوز (لس آنجلس، کالیفرنیا)، استودیوی Wolf Cousins (استکهلم، سوئد)، استودیو پی‌اس (استکهلم، سوئد)
- ضبط آواز د ویکند در استودیو ات د پالمز، (لاس وگاس، نوادا)
- میکس در استودیوی میکس‌استار (ساحل ویرجینیا، ویرجینیا)
- مسترد در استرلینگ ساند (شهر نیویورک، نیویورک)

## تاریخچه انتشار
| کشور         | تاریخ           | قالب بندی                 | ناشر      | منا.   |
| ------------ | --------------- | ------------------------- | --------- | ------ |
| ایالات متحده | ۳۰ سپتامبر ۲۰۱۴ | رادیو کراس اوور ریتمیک    | ریپابلیک  | [ ۱۶ ] |
| ایالات متحده | ۷ اکتبر ۲۰۱۴    | رادیو محبوب معاصر         | ریپابلیک  | [ ۱۷ ] |
| ایالات متحده | ۱۰ نوامبر ۲۰۱۴  | رادیو معاصر بزرگسال داغ   | ریپابلیک  | [ ۱۸ ] |
| استرالیا     | ۲۱ نوامبر ۲۰۱۴  | بارگیری دیجیتال (نسخه EP) | ریپابلیک  | [ ۱۵ ] |
| نیوزلند      | ۲۱ نوامبر ۲۰۱۴  | بارگیری دیجیتال (نسخه EP) | ریپابلیک  | [ ۱۹ ] |
| ایتالیا      | ۵ دسامبر ۲۰۱۴   | رادیو محبوب معاصر         | یونیورسال | [ ۲۰ ] |